# Beach volley 4x4 ai Giochi mondiali sulla spiaggia 2019
Le competizioni di beach volley 4x4 ai Giochi mondiali sulla spiaggia 2019 si sono svolte dal 12 al 16 ottobre 2019 presso la spiaggia di Katara, a Doha. Si è disputato un torneo maschile a cui hanno partecipato 8 squadre e un analogo torneo femminile con lo stesso numero di squadre.

## Calendario
Il calendario delle gare è stato il seguente:
| ● | Finali |

| Ottobre |    |    |    |    |    |
| 11      | 12 | 13 | 14 | 15 | 16 |
|         | ●  | ●  | ●  | ●  | 2  |

## Medagliere
| Posizione | Paese       | Oro | Argento | Bronzo | Totale |
| --------- | ----------- | --- | ------- | ------ | ------ |
| 1         | Stati Uniti | 2   | 0       | 0      | 2      |
| 2         | Brasile     | 0   | 1       | 0      | 1      |
| 2         | Qatar       | 0   | 1       | 0      | 1      |
| 4         | Canada      | 0   | 0       | 1      | 1      |
| 4         | Indonesia   | 0   | 0       | 1      | 1      |
| Totale    | Totale      | 2   | 2       | 2      | 6      |